# 司馬毗
司馬 毗（しば ひ、生没年不詳）は、西晋の皇族。東海孝献王司馬越の子。

## 概要
彼の出生の事項は、詳しくは述べられていない。朝廷から鎮軍将軍に任じられており、その配下に鎮軍長史周顗がいた。
父の司馬越から「王承・趙穆・鄧攸から、全てを学ぶように」と諭される厳命を受けた。
永嘉5年（311年）正月、懐帝が苟晞に司馬越を密かに葬らせる密命を出したため、司馬越は司馬毗を残して洛陽を離れて項城にむかった。間もなく司馬越は苟晞を敗走させるも、3月に懐帝は各地にいる太守などに司馬越を討伐させる勅命を下した。これを聞いた司馬越は項城で憤死した。まずは太尉の王衍が、司馬氏の諸侯王とともに東進した。
その後、洛陽にいた近侍の龍驤将軍の何倫・李惲らが東海王世子である司馬毗と司馬越の未亡人である裴氏に同伴して、洛陽を抜け出して、項城に向かって司馬越の喪を伏せて、司馬毗を喪主として項城を出発し、東海国に帰還した。
しかし、その途中で漢（後の前趙）の武将である石勒（後の後趙の初代皇帝）に挟撃されて、まずは王衍が司馬氏の諸侯王とともに束縛された。司馬毗と裴氏も捕らえられて、何倫・李惲と王衍らは殺害された。以降の司馬毗の動向は不詳である。
東晋を興した一族の元帝は、自身の子である司馬沖を、その族父の司馬毗の後嗣として、東海王に封じた。